# Adam Kaufman
Adam Kaufman (Virginia, 11 maggio 1974) è un attore statunitense.
È noto al pubblico per il ruolo di Charlie Keys nella miniserie di fantascienza Taken di Steven Spielberg.

## Biografia
Kaufman nasce in Virginia e cresce a New Canaan, nel Connecticut. Figlio di padre ebreo e madre cattolica, Kaufman ha un fratello maggiore, David Kaufman, anche lui attore, una sorella, un fratellastro e una sorellastra. Studia recitazione al "Lynchburg College", il "Circle in the Square Theatre School" e al "National Theater Institute Eugene O'Neill Theater Center".
Nel 2005 Kaufman incontra l'attrice australiana Poppy Montgomery in Messico, sul set del film indipendente Between e, nel 2010, i due lavorano di nuovo insieme nel film TV Il patto di cenerentola. La Montgomery interpreta poi un'agente dell'FBI, Samantha Spade, nella serie TV Senza traccia, in cui Kaufman appare in maniera ricorrente a partire dal marzo 2007 nei panni di Brian Donovan, interesse amoroso di Samantha per il resto della serie. Nel giugno 2007 la Montgomery  annuncia di aspettare un figlio da Kaufman. Il 23 dicembre 2007, la Montgomery dà alla luce Jackson Phillip Deveraux Montgomery Kaufman. Nel 2011, Kaufman e la Montgomery rompono per un problema di distanza causata dal lavoro. 
Kaufman risiede a Los Angeles.

## Filmografia

### Cinema
- Altered - Paura dallo spazio profondo (Altered), regia di Eduardo Sánchez (2006)

### Televisione
- Law & Order - I due volti della giustizia (Law & Order) – serie TV, 2 episodi (1997-2006)
- Dawson's Creek – serie TV, 5 episodi (1999-2000)
- Buffy l'ammazzavampiri (Buffy the Vampire Slayer) – serie TV, 5 episodi (1999)
- Brookfield – film TV, regia di Arvin Brown (1999)
- The Only Living Boy in New York – film TV, regia di Bart Freundlich (2000)
- Metropolis – film TV, regia di Michael M. Robin (2000)
- Law & Order - Unità vittime speciali (Law & Order: Special Victims Unit) – serie TV, episodio 2x01 (2000)
- Dead Last – serie TV, episodio 1x06 (2001)
- Taken – miniserie TV, 5 puntate (2002)
- CSI: Miami – serie TV, episodio 1x21 (2003)
- Beck and Call – cortometraggio TV (2004)
- Veronica Mars – serie TV, episodio 1x07 (2004)
- Between, regia di David Ocanas (2005)
- Vieni via con me, regia di Carlo Ventura (2005)
- E-Ring – serie TV, episodio 1x09 (2005)
- Hello Sister, Goodbye Life – film TV, regia di Steven Robman (2006)
- Senza traccia (Without a Trace) – serie TV, 13 episodi (2007-2009)
- Mad Men – serie TV, episodio 1x11 (2007)
- CSI: NY – serie TV, episodio 4x03 (2007)
- Detective Monk (Monk) – serie TV, episodio 6x11 (2008)
- Un amore per Leah (Loving Leah) – film TV, regia di Jeff Bleckner (2009)
- Cupid – serie TV, episodio 1x04 (2009)
- Melrose Place – serie TV, 2 episodi (2009)
- Il patto di Cenerentola (Lying to Be Perfect), regia di Gary Harvey – film TV (2010)
- NCIS - Unità anticrimine (NCIS: Naval Criminal Investigative Service) – serie TV, 2 episodi (2010)
- Perfectly Prudence – film TV, regia di Paul Schneider (regista) (2011)
- L'ultima speranza (Final Sale), regia di Andrew C. Erin (2011)
- Hawaii Five-0 – serie TV, episodio 3x02 (2012)
- 90210 – serie TV, episodio 5x16 (2013)
- The Client List - Clienti speciali (The Client List) – serie TV, episodio 2x06 (2013)
- The Thanksgiving House – film TV, regia di Kevin Connor (2013)
- State of Affairs – serie TV, 13 episodi (2014-2015)
- iZombie – serie TV, 2 episodi (2019)

## Doppiatori italiani
Nelle versioni in italiano delle opere in cui ha recitato, Adam Kaufman è stato doppiato da:
- Riccardo Niseem Onorato in Law & Order - I due volti della giustizia (ep. 7x22), Dawson's Creek, Senza traccia
- Nanni Baldini in Law & Order - Unità vittima speciali
- Emiliano Coltorti in Altered - Paura dallo spazio profondo
- Edoardo Stoppacciaro in CSI: NY
- Corrado Conforti in Detective Monk
- Roberto Certomà in NCIS - Unità anticrimine
- Marco Vivio in Mad Men
- Giuliano Bonetto in Hawaii Five-0
- Guido Di Naccio in State of Affairs
- Leonardo Graziano in iZombie